# Jiao Zhimin
Jiao Zhimin (chinesisch 焦志敏; * 1. Dezember 1963) ist eine chinesische Tischtennisspielerin, die Bronze im Dameneinzel und Silber im Doppel bei den Olympischen Spielen 1988 gewann.

## Internationale Erfolge
Jiao Zhimin wurde für die Weltmeisterschaften 1985 und 1987 nominiert. Bei der WM 1985 erreichte sie sowohl im Damendoppel mit Guan Jianhua als auch im Mixed mit Fan Changmao das Halbfinale. Zwei Jahre später scheiterte sie erneut im Doppel – diesmal mit He Zhili – im Halbfinale. Dagegen kam sie im Mixed mit Jiang Jialiang ins Endspiel, das gegen Hui Jun/Geng Lijuan (China) verloren wurde. Mit der chinesischen Mannschaft wurde sie 1987 Weltmeister.
Bei den Olympischen Sommerspielen 1988 in Seoul gewann sie im Einzel die Bronzemedaille hinter Chen Jing und Li Huifen, an der sie im Halbfinale gescheitert war. Im Doppel mit Chen Jing wurde sie Zweite, da sie im Endspiel gegen die Koreanerinnen Jung Hwa Hyun/Yang Young-ja verlor.
1989 beendete Jiao Zhimin ihre aktive Laufbahn.

## Familie
1989 ging Jiao Zhimin in die Schweiz um zu studieren. Im gleichen Jahr heiratete sie in Schweden den südkoreanischen Tischtennisspieler Ahn Jae-Hyung, den sie 1984 kennengelernt hatte und der bei Olympia 1988 Bronze im Doppel gewann. Der gemeinsame Sohn An Byeong-Hu (* 17. September 1991) widmete sich dem Golfspiel. Er gewann 2009 als bis dahin jüngster Spieler die amerikanische Golfmeisterschaft der Amateure.

## Turnierergebnisse
| Verband | Veranstaltung           | Jahr | Ort       | Land | Einzel        | Doppel        | Mixed      | Team |
| ------- | ----------------------- | ---- | --------- | ---- | ------------- | ------------- | ---------- | ---- |
| CHN     | Asienmeisterschaft ATTU | 1988 | Niigata   | JPN  | Silber        | Viertelfinale | Silber     |      |
| CHN     | Asienmeisterschaft ATTU | 1986 | Shenzhen  | CHN  | Silber        | Halbfinale    |            | 1    |
| CHN     | Asienmeisterschaft ATTU | 1984 | Islamabad | PAK  | Halbfinale    |               | Halbfinale | 1    |
| CHN     | Asian Cup               | 1987 | Seoul     | KOR  | 1             |               |            |      |
| CHN     | Asian Cup               | 1985 | Singapur  | SIN  | 1             |               |            |      |
| CHN     | Asian Cup               | 1983 | Wuxi      | CHN  | 3             |               |            |      |
| CHN     | Asienspiele             | 1986 | Seoul     | KOR  | Gold          | Silber        |            | 2    |
| CHN     | Olympische Spiele       | 1988 | Seoul     | KOR  | Bronze        | Silver medal  |            |      |
| CHN     | Weltmeisterschaft       | 1987 | New Delhi | IND  | letzte 16     | Halbfinale    | Silber     | 1    |
| CHN     | Weltmeisterschaft       | 1985 | Göteborg  | SWE  | Viertelfinale | Halbfinale    | Halbfinale |      |